# Левково-Старе
Левково-Старе (пол. Lewkowo Stare) — село в Польщі, у гміні Наровка Гайнівського повіту Підляського воєводства.
Населення — 354 особи (2011).

## Демографія
Демографічна структура станом на 31 березня 2011 року:
|          | Загалом | Допрацездатний вік | Працездатний вік | Постпрацездатний вік |
| -------- | ------- | ------------------ | ---------------- | -------------------- |
| Чоловіки | 185     | 24                 | 133              | 28                   |
| Жінки    | 169     | 20                 | 96               | 53                   |
| Разом    | 354     | 44                 | 229              | 81                   |